# Elżbieta Lanc
Elżbieta Lanc z domu Falkowska (ur. 29 czerwca 1959 w Ogrodnikach) – polska polityk, nauczycielka i samorządowiec, w latach 2001–2003 wicewojewoda mazowiecki, od 2014 do 2024 członek zarządu województwa mazowieckiego.

## Życiorys
Córka Eugeniusza i Marianny. Ukończyła studia w białostockiej filii Uniwersytetu Warszawskiego. Pracowała jako nauczycielka, była dyrektorem liceum ogólnokształcącego i ekonomicznego. Od 1999 do 2001 sprawowała urząd starosty węgrowskiego. Zasiadała w zarządzie Związku Powiatów Polskich. W rządzie Leszka Millera w latach 2001–2003 pełniła funkcję II wicewojewody mazowieckiego. Przez kolejne cztery lata zajmowała stanowisko prezesa zarządu Wojewódzkiego Funduszu Ochrony Środowiska i Gospodarki Wodnej w Warszawie. W 2007 została zastępcą dyrektora Mazowieckiego Ośrodka Doradztwa Rolniczego.
Działała w Polskim Stronnictwie Ludowym, była wiceprezesem Naczelnego Komitetu Wykonawczego PSL. Z ramienia tej partii w 2002 uzyskała mandat radnej sejmiku mazowieckiego. W 2004 kandydowała bez powodzenia do Parlamentu Europejskiego, a w 2005 do Sejmu. W 2006 przystąpiła do PSL „Piast” i w tym samym roku po raz drugi została radną województwa (z listy PiS). W 2007 bezskutecznie kandydowała jako bezpartyjna z listy Prawa i Sprawiedliwości do Sejmu. W 2008 przeszła w sejmiku do klubu radnych Platformy Obywatelskiej, w 2010 uzyskała reelekcję w wyborach wojewódzkich. Jako członkini PO kandydowała także w 2011 i 2015 do Sejmu oraz w 2014 i 2019 do PE.
W 2014, w trakcie IV kadencji samorządu wojewódzkiego, powołana także w skład zarządu województwa. Mandat radnej utrzymała w kolejnych wyborach samorządowych w tym samym roku, pozostając wówczas w zarządzie województwa. Była członkinią rady Narodowego Instytutu Wolności – Centrum Rozwoju Społeczeństwa Obywatelskiego. W 2018 została wybrana na radną sejmiku VI kadencji, ponownie obejmując funkcję członka zarządu województwa. W 2022 została członkinią rady nadzorczej Miejskiego Przedsiębiorstwa Oczyszczania w Warszawie. Mandat radnej sejmiku utrzymała także w 2024, kończąc w tym samym roku pełnienie funkcji w zarządzie województwa. W tym samym roku objęła stanowisko członka zarządu Szpitala Wolskiego im. dr Anny Gostyńskiej w Warszawie.